# Upplands runinskrifter 438
Upplands runinskrifter 438 är en vikingatida runsten av granitgnejs i Ekilla, Husby-Ärlinghundra socken och Sigtuna kommun. Runstenen är 2,40 meter hög och 1,5 meter bred. Runhöjden är 8-9 centimeter. Stenen hittades 1874 vid ett plöjningsarbete. Inskriften är osignerad men Erik Brate attribuerade den till Åsmund Kåresson.

## Inskriften
Translitterering av runraden:
rontr auk riki ' auk| |kuþrun ' þaiʀ bruþr ' litu r-isa stain þino ' abtiʀ ' bruno ' faþur sin ' kuþ hialbi hons| |salu
Normalisering till runsvenska:
Þrandr/ʀandr ok ʀiki(?) ok Guðrun, þæiʀ brøðr letu r[æ]isa stæin þenna æftiʀ Bruna, faður sinn. Guð hialpi hans salu.
Översättning till nusvenska:
Trånd och Rike, och Gudrun, de bröderna läto resa denna sten efter Brune, sin fader. Gud hjälpe hans själ.